# Kiddy Grade
Детское подразделение (яп. キディ・グレイド) — 24-серийный аниме-сериал в жанре научной фантастики. Создан студиями gímik и Gonzo Digimation в 2002 году. Сериал был лицензирован на территории США компанией Funimation Entertainment.
В 2006 году был анонсирован выход 2-го сезона под названием Kiddy Grade 2 (キディ・グレイ). Также в 2007 году на DVD-изданиях можно было в бонусной программе просмотреть короткую 7—минутную пилотную версию. В 2009 году был повторный анонс и новое название Kiddy Girl-and. Выпуск серий продолжался с 2009 по 2010 год.

## Сюжет
Действие происходит в далёком будущем, в 2461 году. Человеческая раса теперь обитает во многих уголках вселенной. Развитые на высоком уровне технологии продолжают расти. Одновременно растёт и уровень новой преступности. Для борьбы с ней была создана межгалактическая организация, предназначенная для розыска преступников — GOTT, так называемая универсальная полиция. В рамках этой организации создано специальное тайное детское подразделение, известное как ES. Члены этой группы — двенадцать молодых людей, которые обладают сверхчеловеческими способностями. Все члены работают парами и преданы друг другу. Главные героини Эклер и Люмьер раскрывают некоторые секреты GOTT и узнают, что и там далеко не всё чисто…

## Список персонажей
Эклер — Главная героиня сериала. Рост 165 см. Её любимая еда сельдерей и морковь. Член детского подразделения организации GOTT. Отправляется регулярно в командировки в целях обеспечения нормальной хозяйственной деятельности на различных планетах Галактики. Ей помогает во всём партнёр Люмьер. У неё очень непредсказуемый характер и порой она не может от злости себя контролировать и начинает уничтожать вещи вокруг себя. Несмотря на это Эклер честная и открытая, и пытается оставаться веселой даже в тяжёлых ситуациях. Очень любит детей и готова всегда помочь другим будь то друг или незнакомец. Однажды бросила задание организации GOTT чтобы помочь гражданским лицам. Эклер обладает большой физической силой, и использует кнут в бою. У неё есть особая губная помада чей состав настолько жёсткий и эластичный, что Эклер может рисовать ей нити на чём либо и потом брать их в руки. Также с помощью помады она может гипнотизировать людей. По крайне мере без неё она использовала свою кровь. Эклер способна также быстро залечивать раны. Известна как агент ES — которая не может умереть но при этом не киборг. При высвобождении полной силы Эклер может парить в воздухе, а также создавать сферы или волны огромной силы. Её любимое оружие пистолет 45-го калибра — Walther P99. В последних сериях выясняется что Эклер уже 250 лет и она несколько раз перерождалась. И раньше была убита организацией GOTT когда пыталась напасть на их штаб-квартиру а её энергию забрала Альв. Позже была воссоздана организацией чтобы использовать её способности.
Люмиера — Партнёр Эклер. Физически очень слаба, но обладает уникальной способностью силой мысли проникать в компьютерные устройства и управлять ими, но для этого ей нужно прикоснуться к устройству. После этого через наниты она может дальше держать связь. Может также полностью проникать в устройство и появляться на его экране в образе тиби-Люмьер. Несмотря на более младший вид, её манера и поведение более взрослые, чем у Эклер. Любит оперу и хорошее вино. Всё время пытается убедить Эклер, чтобы та лучше себя вела. Её способности управлять техникой настолько велики, что за 10 минут она способна взломать 3786 брандмауэров или взять под контроль всю сеть компьютеров по всей планете. Редко принимает участие в сражениях, т.к физически она не способна и слаба. Гораздо умнее Эклер, и часто ситуация, которая очевидна Люмьер, не понятна Эклер. Её любимое оружие - КС 357 Derringer. Как и Эклер, ей более 200 лет, и она перерождалась много раз. Но в отличие от Эклер, она помнит всё, что было в прошлых жизнях, и поэтому, несмотря на возраст, у неё огромный опыт. При освобождении полной силы способна управлять материей на субатомном уровне. Так она восстановила однажды своё тело. Во время полного высвобождения принимает форму взрослой, высокой женщины. Но может оставаться в такой форме всего несколько минут. Была убита в прошлой жизни во время нападения на штаб-квартиру GOTT, её сила была поглощена Двэлгр. Была воссоздана, чтобы использовать её способности.
Армбраст (от нем. арбалет) — : Инспектор Межгалактического союза, ему 36 лет. Именно он отправляет на разные миссии Эклер и Люмьер. Спокойный и собранный несмотря на его благие намерения Люмиер не доверяет ему а Люмьер часто защищает его. Позже выясняется, что на самом деле Армбраст член ES «S Class», партнер Пфаилшпитце (также известен как Меркреди).
Эклипс (от англ. затмение) — : Она же начальник Галактической организации по тарифам и торговле (GOTT). Её работа заключается в обеспечении нормальной экономической деятельности на всех планетах в Галактике.члены ES не смеют ослушаться прямого приказа Эклипс. Она никогда не принимает непосредственное участие в поимке преступников, однако для того, чтобы члены произвести арест, они должны получить разрешение через неё. Она очень спокойна (даже в гневе) и красноречива, всегда восхищается Эклер. Очень волнуется и заботится о членах детского подразделения. Обладает способностью переселять души в другие тела, так давала не раз новую жизнь Эклер и Люмьер. Может также телепортироваться на короткие расстояния.
Меркреди (от фр. среда) — : Личный секретарь Эклипс и её правая рука. Ей всего 13 лет. Она занимается сбором данных и делает это настолько быстро что способна конкурировать с компьютерами. Помимо этого у неё остаётся масса времени чтобы общаться с другими членами ЕS. Дружит с Эклер и Люмьер. Мекреди пропадает, когда башни GOTT разрушаются. Считается что она погибает. Когда башни на квантовом уровне восстанавливаются то оттуда выходит Меркреди невредимой. На самом деле её настоящее кодовое имя Пфаильшпитце (от. нем «стрелок»), и работает в качестве двойного агента на GOTT и его партнёра Армбруста.
Альв (от сканд. Эльф) — : Член ES. Она работает со своим партнером Двэргр, обеспечивая нормальную хозяйственную деятельность в Галактике. Альв не дружит с остальными членами ES в частности с Эклер и Твилди. Альв считается главной антагонисткой сериала. Она готова работать только на себя и не проявляет никакой жалости и сочувствия к другим, даже к Двелгр. Позже выяснилось, она её собственная мать. Кроме того, она получает удовольствие от убийства людей, и неё после этого нет никаких угрызений совести. Альв и Двелгр способны делать тяжелее предметы, чтобы предотвращать взрывы. При полной высвобождении силы может поглощать вещи, расщепляя их до энергии. К концу сериала Альв расщепляется в частицы, чтобы стать частью космического корабля который летел чтобы уничтожить землю. Но терпит поражение пот других членов ЕS. После этого погибает в руинах корабля, падая на солнце.
Двелгр (от скан. Гном) — : Партнёр и родная мать Альв. Она также является антагонистом но при этом роль её не центральная в сериале. Она очень спокойна и не входит в конфликт с другими членами ЕS. Несмотря на то что Альв не питает к ней никаких чувств она защищает её всегда. К концу сериала решает умереть вместе с Альв в руинах корабля.
Твидлди — Член ES ,S класса, сестра Твидлдам. Способна создавать и управлять молнией. Она часто глумится над своим братом, называя его «сестра». У неё есть сильное чувство гордости. Очень доверяет Люмьер, вероятно из-за похожих способностей.
Твидлдам — Член ES, брат Твидлди и её партнёр. Он не очень общителен не любит сестру. На самом деле не проявляют интерес к никому, кроме своей сестры. Он способен контролировать электромагнитные поля и создавать мощные гравитационные силы. Из-за прочной связи с Твидлди ревнует, когда его сестра проявляет интерес к Люмьер.
Виола — Самая молодая из всех членов ES. Член S класса и партнёр Цезарио. Она способна рассевать всё вещества на молекулярном уровне. Но эта способность требует много энергии, поэтому ей нужно брать энергию у Цезарио. Виола часто ходит с симпатичным чучелом — Драконом Папи. Она любит итальянскую кухню и спорит с Цезарио о том, где поесть.
Цезарио — Член ЕS. Старший партнёр Виолы. Никогда не говорит, вместо него это делает Виола. А когда хочет что то передать, то шепчет ей в ухо. Очень нерешительный. Не имеет особых способностей, но у него огромный запас энергии который использует Виола. В отличие от Виолы, ему нравится китайская кухня, хотя он часто позволяет обедать в её любимых ресторанах.
Ано — Член ES. Циничный и импульсивный человек. Кода то давно был наёмным убийцей. Не ладит с другими членами и видит в них конкурентов, особенно Эклер. Он способен улавливать ауры живых существ, чтобы отследить врагов.
Айо — Член ES, старший напарник Ано, как и он был раньше наёмником. В отличие от Ано, имеет сильное чувство чести и справедливости. Очень любит говорить глубоко, красноречиво и давать нравоучения другим. За что его называют пацифистом. Несмотря на разные характеры с Ано, имеют очень прочные связи. Он способен усилить своё зрение, чтобы видеть в 10 раз быстрее, видеть свет жизни и как он тускнеет, когда человек умирает.
Синистра — Член ES, самый красивый парень в отделе. Сначала кажется что он молчалив, но оказывается он любит много болтать. В бою ведёт себя как настоящий рыцарь. Он остаётся спокойным, собранным и бесстрашным. Способен манипулировать чужой энергией. Но только тогда, когда рядом его партнёр.
Декстера — Член ES. У него очень хорошея репутация, потому что в сражениях никогда не терпел поражение. У него лидерский характер. Как и Синистра манипулирует энергией. Обладает высокой скоростью.

## Список эпизодов
| #  | Название серии                                                     | Дата выхода |
| -- | ------------------------------------------------------------------ | ----------- |
|    |                                                                    |             |
| 01 | 「デプス・スペース」 - Depth/Space -深淵-                          | 2002-10-08  |
| 02 | 「タイト・バインド」 - Tight/Bind -重力-                           | 2002-10-15  |
| 03 | 「プリズナー・エスコート」 - Prisoner/Escort -虜囚-                | 2002-10-22  |
| 04 | 「ハイ・スピード」 - High/Speed -超速-                             | 2002-10-29  |
| 05 | 「デイ・オフ」 - Day/Off -休日-                                    | 2002-11-05  |
| 06 | 「ツイン・スター」 - Twin/Star -双璧-                              | 2002-11-19  |
| 07 | 「トライアル・チャイルド」 - Trial/Child -試練-                    | 2002-11-26  |
| 08 | 「フォビドゥン・インストゥルメント」 - Forbidden/Instrument -禁断- | 2002-12-03  |
| 09 | 「ミラージュ・スネア」 - Mirage/Snare -罠網-                       | 2002-12-10  |
| 10 | 「リバース・スレイブ」 - Rebirth/Slave -再生-                      | 2002-12-17  |
| 11 | 「セット・フリー」 - Set/Free -蝉脱-                               | 2003-01-07  |
| 12 | 「フローズン・ライフ」 - Frozen/Life -死生-                        | 2003-01-07  |
| 13 | 「コンフリクト・ディスティニー」 - Conflict/Destiny -衝突-         | 2003-01-14  |
| 14 | 「スティール・ハート」 - Steel/Heart -鋼鉄-                        | 2003-01-21  |
| 15 | 「ブレイク・ダウン」 - Break/Down -崩壊-                           | 2003-01-28  |
| 16 | 「ルック・バック」 - Look/Back -追憶-                              | 2003-02-11  |
| 17 | 「ファンタズム・リボーン」 - Phantasm/Reborn -新生-                | 2003-02-25  |
| 18 | 「アンマスクド・フェイス」 - Unmasked/Face -面貌-                  | 2003-02-25  |
| 19 | 「テイク・リベンジ」 - Take/Revenge -復讐-                         | 2003-03-04  |
| 20 | 「ロスト・デイズ」 - Lost/Days -喪失-                              | 2003-03-04  |
| 21 | 「ノーヴルス・アーク」 - Nouvlesse/Arc -方舟-                      | 2003-03-11  |
| 22 | 「デモリッション・タイタン」 Demolition/Titan -巨神-               | 2003-03-11  |
| 23 | 「アニヒレイション・ゼロ」 - Annihilation/Zero -還元-              | 2003-03-18  |
| 24 | 「アズ・タイム・ゴーズ・バイ」 - As Time Goes By -終焉-            | 2003-03-18  |

## Критика
Представители сайта Anime News Network отметили, что сериал сам по себе получился очень красивым, и видно, что создатели постарались в этом плане. Главная героиня ходит всё время в одной и тоже «экзотической» одежде. Сюжет же переполнен интересным глубоким смыслом, а также глупым юмором, фансервисом и демонстрацией трусиков из под юбок.